# Lethes indignus
Lethes indignus là một loài bọ cánh cứng trong họ Cerambycidae.